# Departamento de Arlit
Arlit es un departamento situado en la región de Agadez, en Níger. En diciembre de 2012 tenía una población censada de 105 025 habitantes. Su chef-lieu es Arlit.
Se ubica en el oeste de la región.

## Subdivisiones
Está formado por tres comunas, que se muestran asimismo con población de diciembre de 2012:
Comunas urbanas
- Arlit (79 725 habitantes)

Comunas rurales
- Dannet (14 964 habitantes)
- Gougaram (10 336 habitantes)

Hasta la reforma territorial de 2011, se incluían también en este departamento las comunas rurales de Iferouane y Timia, que actualmente forman el departamento de Iferouane.